# Шаговый искатель

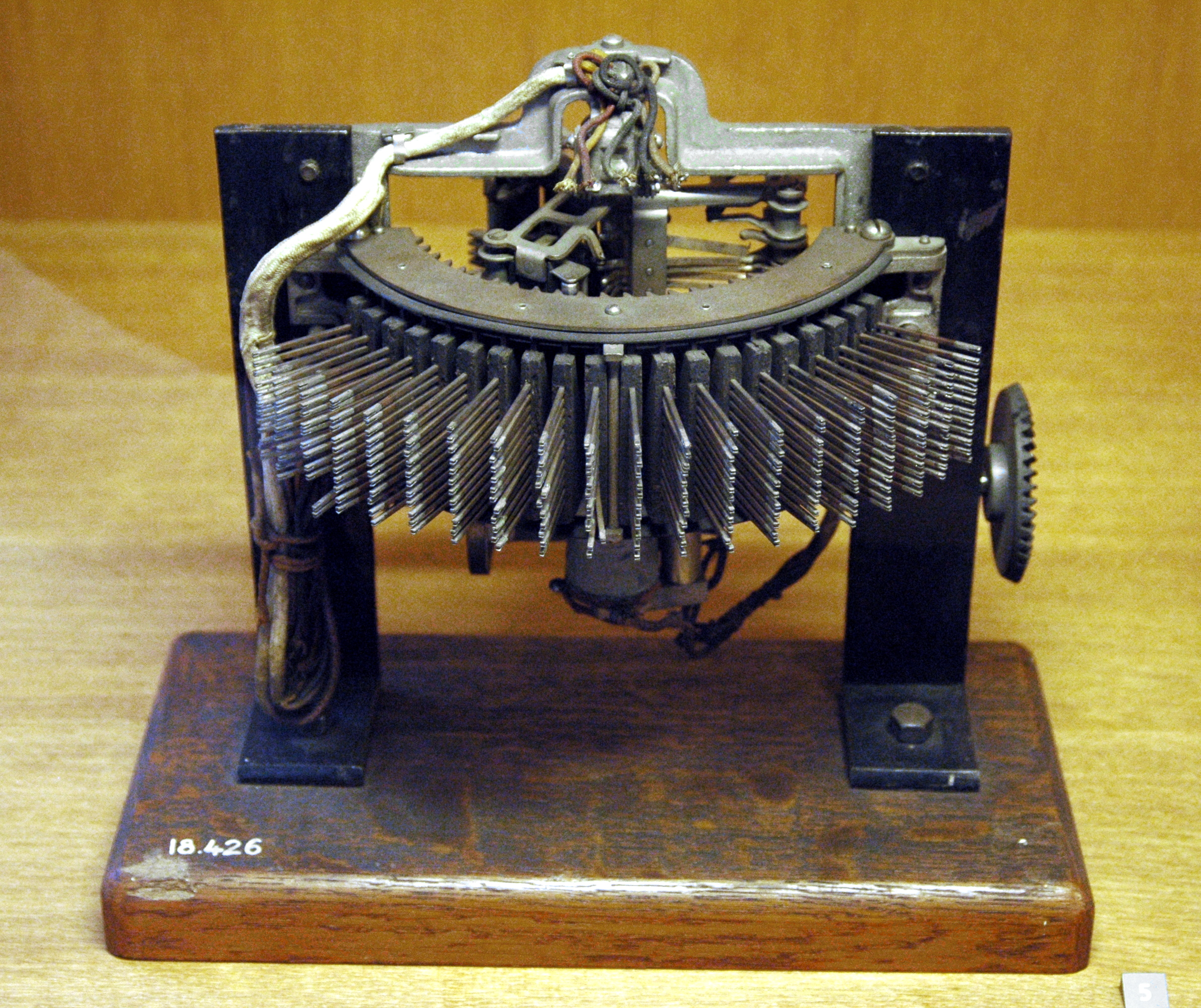
Шаговый искатель в коллекции Музея искусств и ремесел в Париже.

Шаговый искатель — электромеханический коммутационный аппарат, применяемый в системах коммутации, автоматизации и управления технологическими процессами.

## Конструкция и принцип работы
Конструктивно шаговый искатель представляет собой набор контактов, которые по очереди замыкаются бегунком, который, в свою очередь, управляется электромеханической системой импульсами электрической энергии (например, когда импульс подается на шаговый механизм, представляющий собой электромагнит с храповым механизмом, что обеспечивает поворот вала с бегунком на определенный угол). Точность позиционирования бегунка на определенной паре контактов обеспечивается подпружиненным храповым механизмом. Количество шагов бегунка соответствует числу импульсов, поданных на обмотку электромагнита; искатель позиционирует бегунок на заданной числом импульсов паре контактов, замыкая нужную цепь.
Частным случаем является реле-искатель — электромеханическое устройство, в котором каждый импульс приводит к повороту программного вала с программными шайбами на определённый угол; выступы (кулачки) шайб управляют своими контактными парами.
Декадно-шаговые искатели обладают возможностью коммутировать бо́льшее количество цепей. Для этого вращающаяся группа контактов, помимо вращения, может перемещаться вдоль оси вращения на несколько шагов. Подъёмом управляет отдельный электромагнит с зубчатой рейкой. Соединение в таком приборе начинается с работы электромагнита подъема, после чего работает электромагнит поворота.
Для всех искателей возврат вращающейся группы контактов в первоначальное положение является отдельной непростой задачей. В обычных искателях возврат осуществляется подачей на обмотку серии импульсов. Положение группы контактов для возврата может отслеживаться специальной сплошной ламелью, имеющей разрыв у начального положения. В этом случае подача импульсов на обмотку через цепь, образованную одним из вращающихся контактов и этой ламелью, позволяет вращать искатель до первоначального положения, в котором цепь подачи импульсов прерывается разрывом в сплошной ламели. Для упрощения генерации импульсов вращения некоторые искатели имеют группу контактов, такую же, как у реле. Один из контактов - контакт самопрерывания — позволяет организовать вращение искателя без внешних генераторов импульсов.
Декадно-шаговые искатели возвращаются в исходное положение несколько сложнее. Сначала на вращающий электромагнит подаются импульсы вращения, в результате чего группа контактов совершает поворот до тех пор, пока не выходит из контактного поля неподвижных контактов. После чего контактная группа смещается вниз (падает за счет собственного веса) и возвращается в исходное положение обратным вращением за счет взведенной пружины.
Реверсивные шаговые искатели позволяют движение группы контактов в обе стороны в зависимости от того, на какую из двух обмоток поступают импульсы.

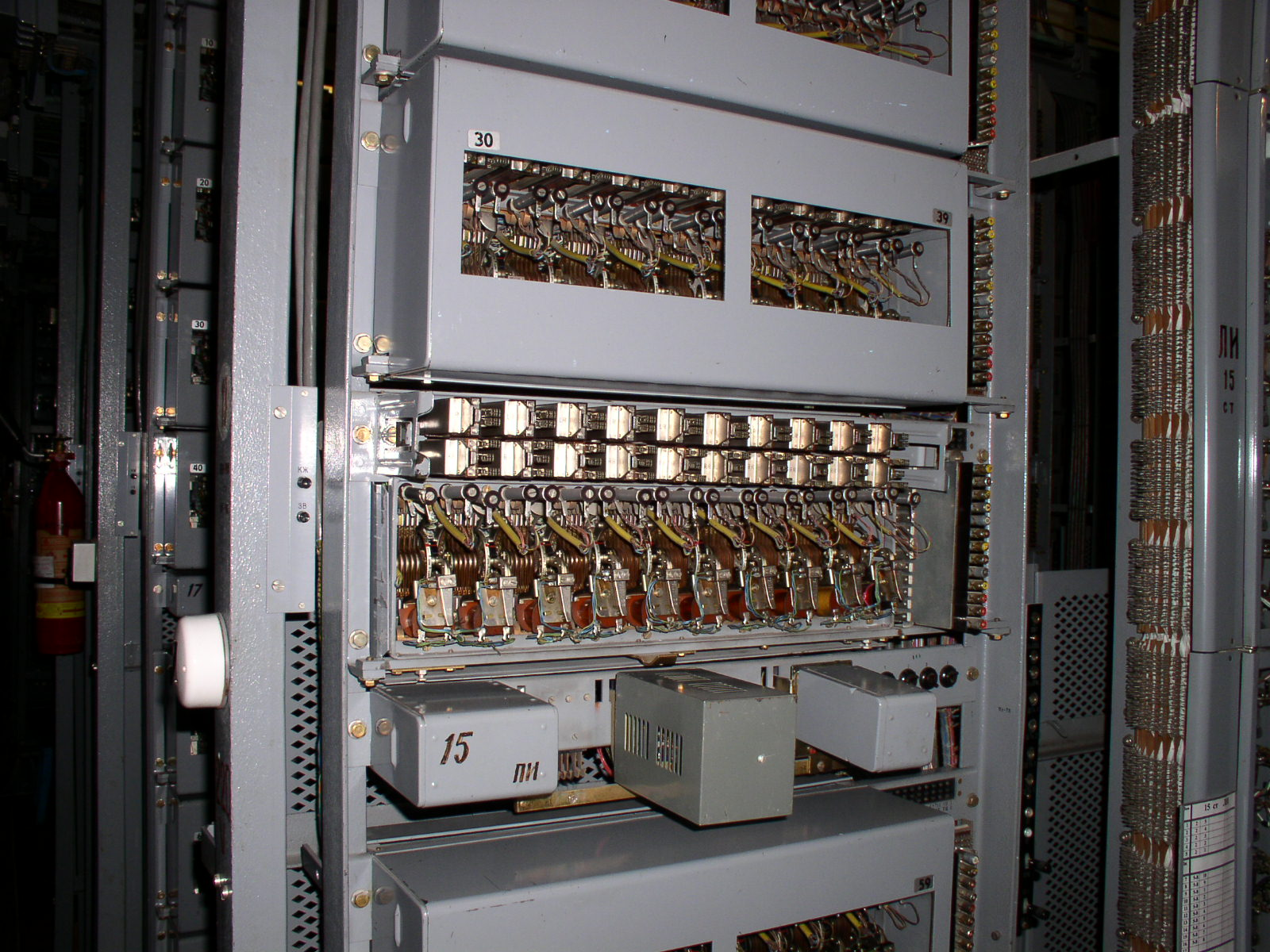
Статив предварительного искания (ПИ).

В настоящее время выпускаются ограниченными партиями электронные версии устройств, имитирующих работу шаговых искателей. Данные устройства находят применение в промышленной автоматике в схемах управления станками в качестве замены электромеханических аналогов.

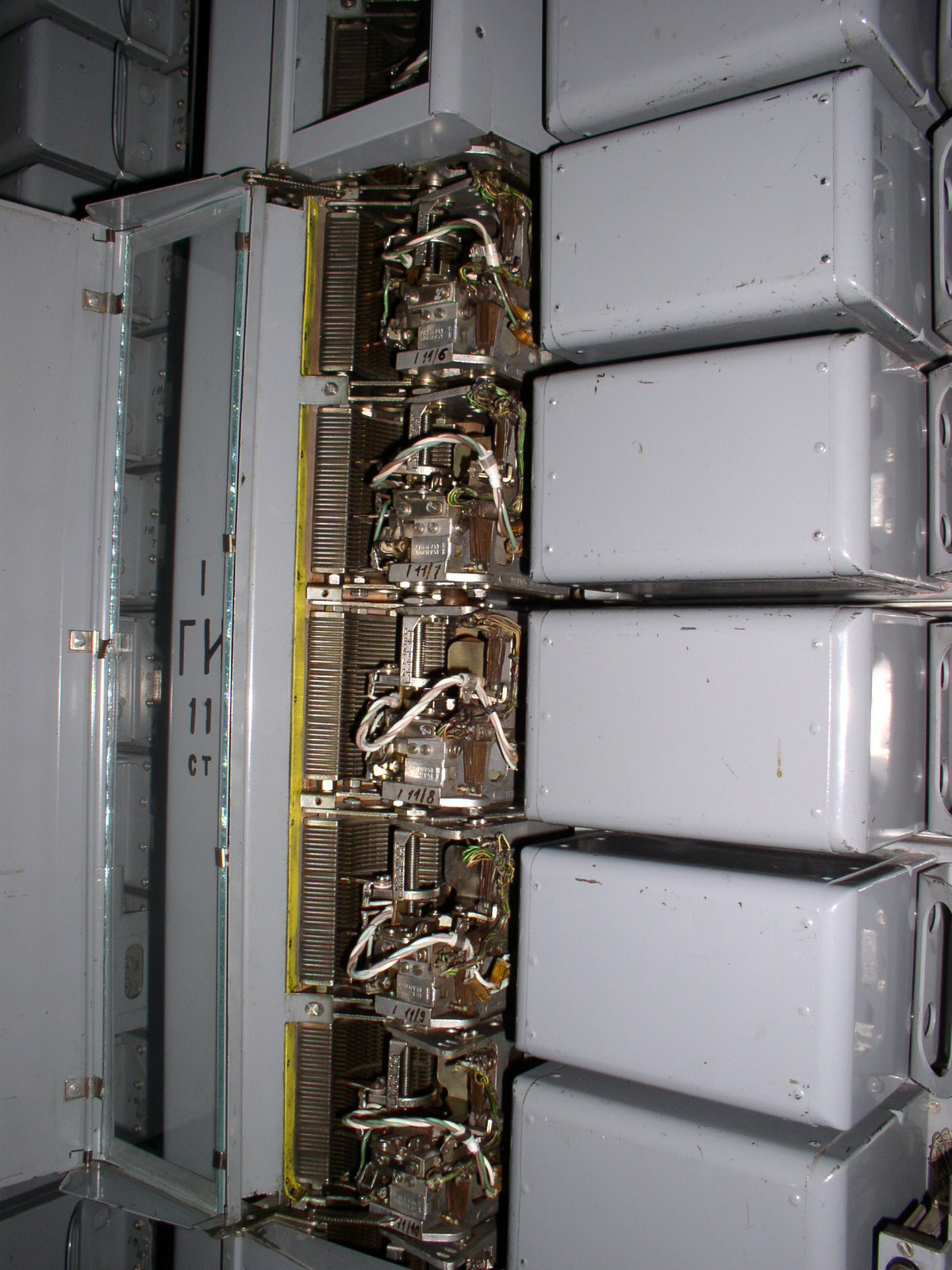
Часть статива группового искания (ГИ).

## Основные особенности декадно-шаговых АТС
Декадно-шаговые АТС относятся к первому поколению автоматических систем телефонной коммутации. Первые АТСДШ, получившие название АТС-47, начали производиться в СССР на заводе « Красная заря».
В начале 70х годов выпуск АТСДШ прекращен в связи с внедрением АТС координатных, квазиэлектронных.
В качестве основных коммутационных приборов АТСДШ применяются электромеханические искатели-приборы с одним входом и m выходами и способные подключать вход к любому из выходов.
3 основные части:
— подвижная
— неподвижная и изолированная друг от друга
— движущийся механизм
Искатели управляются импульсами, поступающими в движущий механизм. При этом каждый импульс перемещает щетку на 1 шаг с одной ламели на соседнюю. Подобные искатели называют шаговыми.
Движущий механизм состоит из электромагнита и якоря с пружиной и собачкой. При поступлении импульса тока в обмотку электромагнита, якорь притягивается к сердечнику. Во время перемещения якоря собачка, упираясь в зуб храпового колеса, поворачивает его, а вместе с ним и щетку на 1 шаг. По окончании импульса якорь под воздействием пружины отходит от сердечника, при этом собачка, скользя по скоку, перескакивает на следующий зуб храпового колеса. Очередной импульс перемещает щетку на следующую ламель. Таким образом, число шагов щетки будет соответствовать числу поступивших импульсов. В результате щетка остановится на соответствующей ламели, создав контакт между ними. Тем самым установится соединение между входом (щёткой) и выходом (ламелью).

## Устройство шагового искателя
Каждый импульс, поступающий в обмотку вращающего электромагнита, поворачивает храповой полуцилиндр, а вместе с ним и щетку вокруг оси на один шаг в избранной декаде. При отпускании электромагнита собачка, скользя, перескакивает на следующий зуб полуцилиндра, число поступивших импульсов определяет номер ламели в декаде, на которой остановится щетка. Тем самым вход искателя (щетки) оказывается соединенным с определенным выходом (ламелью) декады.

## Применение
- Декадно-шаговые АТС
- КИПиА, АСУТП